# Aeronautica Umbra Trojani AUT.18
Aeronautica Umbra Trojani AUT.18 (jinak též Umbra T.18) byl celokovový jednomotorový jednoplošný stíhací letoun vyvíjený italskou společností Aeronautica Umbra SA. Na základě zkoušek prototypu nebylo přistoupeno k sériové výrobě, neboť svými výkony nepřevyšoval v té době vyráběné italské stíhací letouny.

## Vývoj
Počátky letounu sahají do poloviny 30. let, kdy italský konstruktér Felice Trojani během svého pobytu v SSSR pro sovětské letectvo navrhl projekt dvoumístného stíhacího celokovového dolnoplošníku s označením T.R.18.
 V roce 1935 se Trojani vrátil zpět do Itálie, kde se mu podařilo prosadit pokračování projektu svého T.R.18 v podobě jednomístné stíhačky, odpovídající specifikacím tzv. programu R. Cílem tohoto programu bylo masové zavedení moderních stíhacích jednoplošníků do výzbroje italského letectva Regia Aeronautica (výsledkem byly např. letouny Reggiane Re.2000 a Caproni Vizzola F.5). Trojani se zároveň stal šéfkonstruktérem společnosti Aeronautica Umbra SA, která získala zakázku na vývoj a stavbu prototypu, označeného Aeronautica Umbra Trojani AUT.18. Nezkušená společnost první prototyp (s imatrikulací M.M.363) stavěla od srpna 1936 až do února 1939. První let prototypu proběhl dne 22. dubna 1939 na letišti Viterbo. V průběhu zkoušek byla do letounu instalována výzbroj a od července 1939 začaly jeho oficiální zkoušky na letecké základně Guidonia. Na jejich základě bylo mimo jiné zlepšeno chlazení použitím nového krytu motoru a výzbroj byla zesílena na čtyři kulomety. Takto upravený letoun pokračoval v testech přinejmenším do listopadu 1940, přičemž v roce 1941 jej testovala rovněž německá Luftwaffe. Další osudy prototypu jsou nejasné, pravděpodobně byl zničen při náletu. K sériové výrobě T.18 nedošlo, neboť svými výkony nepřekonával dosavadní typy a ve vývoji již byly letouny mnohem výkonnější.

## Specifikace

### Technické údaje
- Osádka: 1
- Rozpětí: 11,5 m
- Délka: 8,56 m
- Výška: 2,88 m
- Nosná plocha: 18,70 m²
- Hmotnost prázdného letounu: 2325 kg
- Vzletová hmotnost: 2975 kg
- Pohonná jednotka: 1 × hvězdicový motor Fiat A.80 R.C.40
- Výkon pohonné jednotky:  780 kW (1 044 hp)

### Výkony
- Maximální rychlost v hladině 1000 m: 540 km/h
- Cestovní rychlost: 445 km/h
- Dostup: 9050 m
- Dolet: 800 km

### Výzbroj
- 2 × 12,7mm kulomet Breda-SAFAT